# Chavela Vargas
Isabel (Chavela) Vargas Lizano (San Joaquín de Flores, 17 april 1919 – Cuernavaca, 5 augustus 2012) was een Costa Ricaans-Mexicaanse zangeres. Ze is het bekendst om haar vertolkingen van Ranchera's (een type van folkloremuziek dat populair is in Mexico), maar ook voor haar vertolkingen van andere populaire muziekgenres.

## Leefstijl
Op 14-jarige leeftijd verliet ze haar geboorteland door een gebrek aan muzikale kansen, en zocht haar toevlucht in Mexico, waar de entertainmentindustrie bloeide. Ze zong in de straten, en werd een professionele zangeres.
In haar jeugd liep ze gekleed als een man, rookte sigaren, dronk veel, en was bekend voor haar karakteristieke rode poncho, die ze ook droeg tijdens optredens. Ze was een invloedrijke vertolkster in Amerika en Europa, muze van mensen als Pedro Almodóvar, geprezen voor haar beklijvende vertolkingen, en werd wel "de bittere stem van de tederheid" ("la voz aspera de la ternura") genoemd. Op haar 81e maakte ze publiekelijk bekend lesbisch te zijn, hoewel dat voor veel mensen al veel eerder duidelijk was. .

## Carrière
Haar eerste plaat, Noche de Bohemia (Boheemse nacht), verscheen in 1961 met de professionele hulp van José Alfredo Jiménez, een van de meest vooraanstaande singer-songwriters uit het Mexicaanse rancheragenre. Ze heeft nadien nog 81 platen opgenomen.
Ze had veel succes in de jaren 50, 60, en eerste helft jaren 70, en gaf concerttournees in Mexico, de Verenigde Staten, Frankrijk en Spanje. Ze was bevriend met vele bekende artiesten en intellectuelen uit die tijd, waaronder Juan Rulfo, Agustín Lara, Frida Kahlo, Diego Rivera en José Alfredo Jiménez.
Ze nam gedeeltelijk afscheid van het podium eind jaren 70, voor een 15 jaren durende strijd tegen alcoholisme, die ze in haar autobiografie Y si quieres saber de mi pasado (als je mijn verleden wil kennen) beschrijft als "mijn 15 jaren in de hel".
Vargas keerde terug naar het podium in 1991, en trad op in "El Habito" in Coyoacán, Mexico-Stad.
Op 15 september 2003 gaf ze op 83-jarige leeftijd haar laatste optreden in de Carnegie Hall in New York waar fans om toegiften bleven vragen.
Op 4 december 2007 gaf ze haar afscheidsoptreden in het Auditorio Nacional in Mexico-City, genaamd Gracias Mexico. Ze woonde tot haar dood in Tepotzlan (Morelos).

## Selectie uit haar discografie
- Piensa en mí, 1991
- Boleros, 1991
- Sentimiento de México (vol. 1), 1995
- De México y del mundo, 1995
- Le canta a México, 1995
- Volver, volver, 1996
- Dos, 1996
- Grandes Momentos, 1996
- Macorina, 1996
- Colección de Oro, 1999
- Con la rondalla del amor de Saltillo, 2000
- Para perder la cabeza, 2000
- Las 15 grandes de Chavela Vargas, 2000
- Grandes éxitos, 2002
- Para toda la vida, 2002
- Discografía básica, 2002
- Antología, 2004
- Somos, 2004
- En Carnegie Hall, 2004
- La Llorona, 2004
- Cupaima, 2006

- Bibsys: 9027910
- Biblioteca Nacional de España: XX860965
- Bibliothèque nationale de France: cb14010466z (data)
- Gemeinsame Normdatei: 128434880
- International Standard Name Identifier: 0000 0001 1507 0480
- Library of Congress Control Number: no98017149
- MusicBrainz: 77586a91-4586-4962-b836-e496d3a05432
- Nationale Bibliotheek van Tsjechië: xx0044231
- Système universitaire de documentation: 158750772
- Virtual International Authority File: 37113742
- WorldCat: E39PBJvd9mpg3bVk78hcFk4Xh3